# 秋田市立体育館

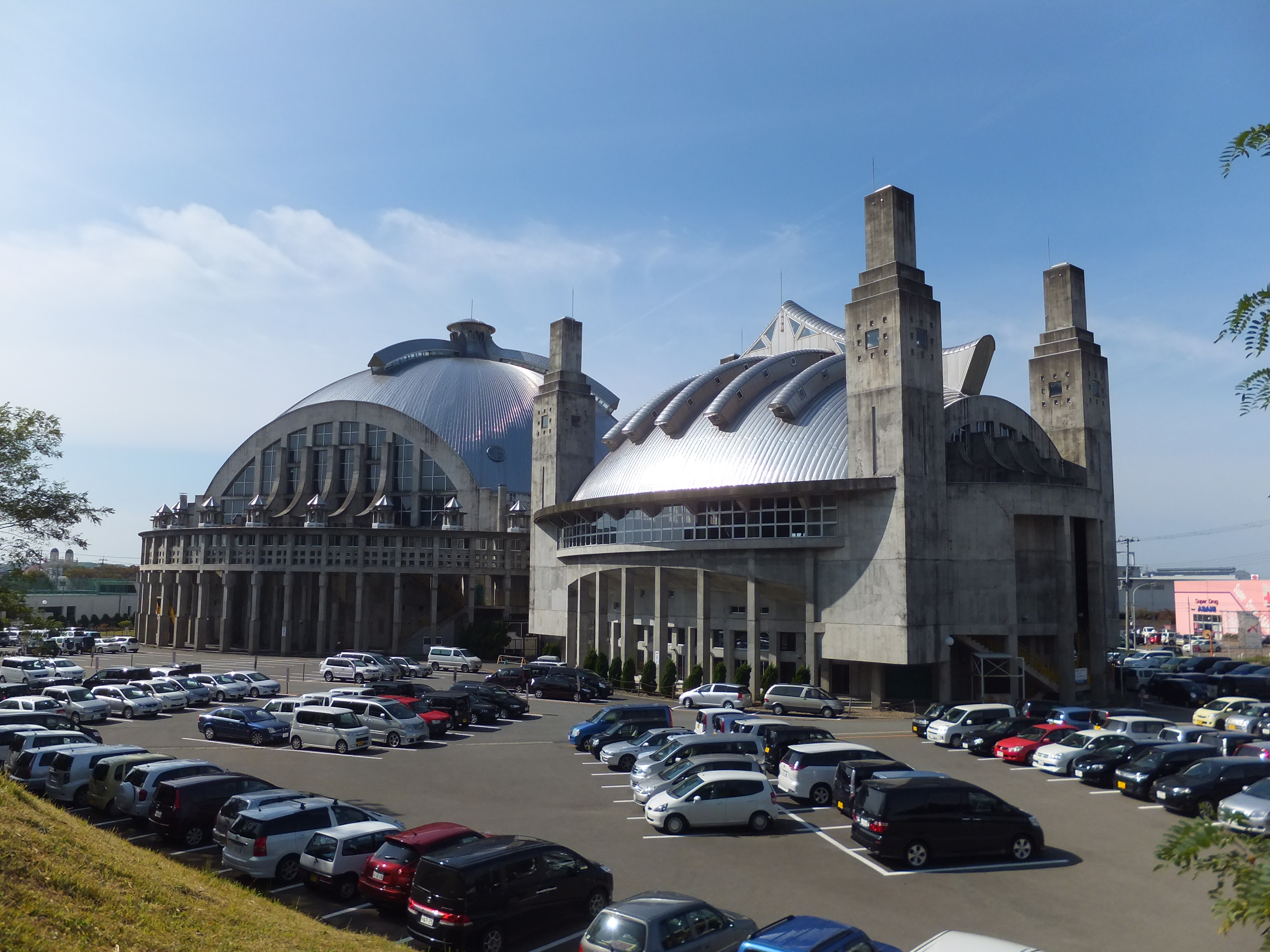
秋田市立体育館駐車場から。写真手前（右側）の建物がサブアリーナ、写真奥（左側）の建物がメインアリーナである。

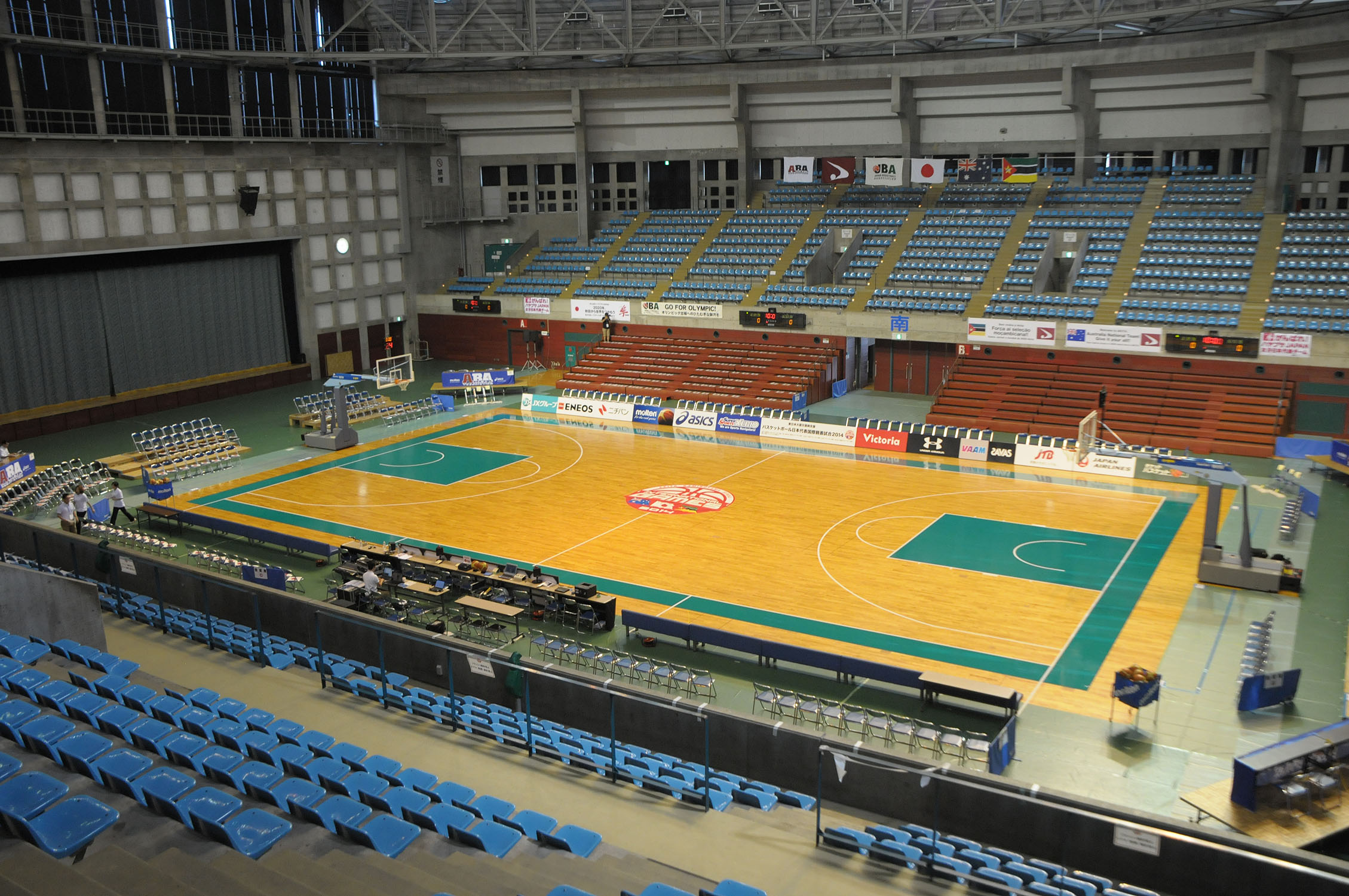
メインアリーナ

秋田市立体育館（あきたしりつたいいくかん、英語: Akita Municipal Gymnasium）は、秋田県秋田市八橋本町六丁目に所在する総合体育館。秋田市が管理運営している。
命名権導入により、『CNAアリーナ★あきた』（シーエヌエーアリーナあきた）の名称が使用されている(後述)。

## 概要
1994年（平成6年）に秋田市下水道部（現・秋田市上下水道局八橋庁舎）の隣接地に完成。毎年夏に開催される竿燈妙技大会の予備会場をはじめ、バレーボール、バスケットボール、ボクシング、プロレスリング、ファッションショーの会場としても利用されている。
2001年（平成13年）開催のワールドゲームズではダンススポーツ、スポーツアクロ体操、新体操、エアロビックが、2007年（平成19年）の秋田わか杉国体では体操競技が開催された。
2014年（平成26年）1月26日にはbjリーグのオールスターゲームが開催され、4,572人の観衆を集めた。
2016年（平成28年）9月開幕のB.LEAGUEでは、これまでの秋田県立体育館に代わって秋田ノーザンハピネッツの新たなホームアリーナとなる。これは、新リーグ1部参入条件である5000人以上収容可能なアリーナが県内に無く、当体育館に仮設席を設置することで規約をクリアすることによる。この仮設席の設置にあたっては、県が金銭面で支援する意向である。新リーグではホームアリーナで主催試合の8割を開催することが求められているため、当体育館を主として使用している。

### 施設命名権
| 命名権による呼称   | 契約企業           | 契約料（万円） | 契約期間                    |
| ------------------ | ------------------ | -------------- | --------------------------- |
| CNAアリーナ★あきた | 秋田ケーブルテレビ | 300(税込)      | 2015年10月1日-2019年3月31日 |
| CNAアリーナ★あきた | 秋田ケーブルテレビ | 300(税込)      | 2019年4月1日-2022年3月31日  |
| CNAアリーナ★あきた | 秋田ケーブルテレビ | 305.8(税込)    | 2022年4月1日-2025年3月31日  |
| CNAアリーナ★あきた | 秋田ケーブルテレビ | 2025年4月1日-  |                             |

新リーグ開幕に先立つ2015年（平成27年）9月に、秋田ケーブルテレビが当体育館の命名権を取得しており、同10月から同局の略称であるCNA(Cable Networks Akita)を冠した『CNAアリーナ★あきた』(英語: CNA Arena Akita、略称：CNA)の新名称が使用されている。

### 旧体育館

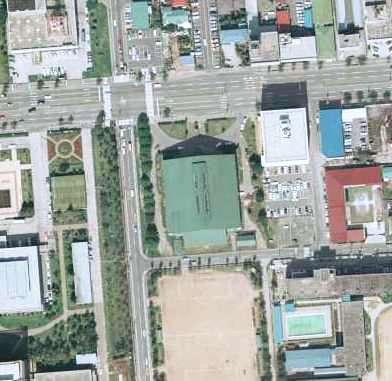
1975年撮影の旧体育館

現在地へ移転する前の体育館は、1954年（昭和29年）に秋田市川尻町字八千刈（現在の山王三丁目、秋田県第二庁舎所在地）「秋田市山王体育館」として建てられた。建設費用は約5,500万円、建設当時としては東北地方随一の規模だったとされる。建設にあたって国庫補助を受けるため、当初は隣接する秋田市立山王中学校の体育館という名目で建設し、1958年（昭和33年）に山王中学校の体育館が新築された際に秋田市立体育館へと改称した。

## 施設

### メインアリーナ
- 面積：2,540m²（63.5m×40m）
- 収容人数：合計4,556人
  - 固定席合計：2,468人
  - 増設席：2.088人
- 使用種目：バスケットボール3面、バレーボール3面、卓球25台、バドミントン12面、ハンドボール1面、その他

### サブアリーナ
- 面積：863m²（38.0m×22m）
- 使用種目：バスケットボール1面、バレーボール1面、バドミントン3面、卓球10台、新体操マット1面、その他

### その他
- 卓球室
  - 面積324m²、卓球5台
- 多目的ホール
  - 面積324m²、ダンス、太極拳、ビームライフル、その他
- ジョギングコース
  - 810m²（1周250m、幅3m）

## アクセス
- JR奥羽本線・羽越本線 秋田駅西口より、秋田中央交通臨海営業所線、県立プール線で「市立体育館前」バス停下車。